# 야마나카다니역
야마나카다니역(일본어: 山中渓駅, やまなかだにえき 야마나카다니에키[*])은 일본 오사카부 한난시에 위치한 서일본 여객철도의 역이다.

## 역 구조
상대식 승강장으로 2면 2선의 지상역이다. 작은 목조 역사를 가진 무인역이며 한와 선 내에서 기이나카노시마역과 더불어 유이(唯二)한 무인역이다.
이코카 및 제휴 교통카드의 사용이 가능하다.

### 승강장
| 1 | ■ 한와 선 | 와카야마 방면                          |
| 2 | ■ 한와 선 | 히네노 · 오토리 · 덴노지 · 오사카 방면 |

## 역사
- 1930년 6월 16일: 한와 전기 철도 이즈미후추 ~ 히가시와카야마 간의 노선 신설에 따라 개업하였다.
- 1940년 12월 1일: 회사 간 인수 합병에 따라 난카이 전기 철도 야마노테 선의 소속이 되었다.
- 1944년 5월 1일: 국유화에 따라 일본국유철도의 소속이 되었다.
- 1987년 4월 1일: 민영화에 따라 서일본 여객철도의 소속이 되었다.
- 2003년 11월 1일: 이코카의 사용이 개시되었다.

## 인접정차역
| 서일본 여객철도 한와 선                                   | 서일본 여객철도 한와 선 | 서일본 여객철도 한와 선 |
| --------------------------------------------------------- | ----------------------- | ----------------------- |
| 이즈미톳토리 덴노지 방면                                  | ■ 한와 선 보통          | 기이 와카야마 방면      |
| 보통에는 일부 기슈지 쾌속 및 구간 쾌속, B쾌속이 포함된다. |                         |                         |